# Eugenio Munizaga
Eugenio Munizaga Rodríguez (La Serena, 6 de abril de 1941-ibídem, 11 de mayo de 2018) fue un profesor, empresario y político chileno, militante del partido Renovación Nacional (RN).
Fue alcalde de la comuna de La Serena, designado por la dictadura militar de Augusto Pinochet y, luego diputado por el antiguo distrito N.° 7 durante dos periodos consecutivos, entre 1990 y 1998.

## Primeros años y trayectoria profesional
Hijo de Gustavo Ernesto Munizaga Pérez de Arce y de Sara Elena Rodríguez, estuvo casado con María Gabriela Vargas —hija de Fernando Vargas Peralta—, con quien tuvo tres hijos.
Los estudios primarios y secundarios los realizó en el Liceo de Hombres Gregorio Cordovez de La Serena. Tras finalizar su etapa escolar, ingresó a la Facultad de Ciencias de la Educación de la Universidad de Chile de Valparaíso.
Aunque concluyó su carrera universitaria, se dedicó a partir de 1966 a la agricultura, y fue en ese ámbito donde desarrolló gran parte de sus actividades. Así, entre 1973 y 1976 participó como integrante del consejo de la Cooperativa Agrícola Control Pisquero de Elqui Ltda. Luego, se estableció como socio fundador y presidente de la Asociación de Empresarios Agrícolas de Productores de Exportación de la Cuarta Región.
Fue socio de la Sociedad Agrícola del Norte, entidad de la cual fue presidente.

## Trayectoria política
Inició sus actividades políticas en 1977, al ser designado alcalde de la Ilustre Municipalidad de La Serena. Entre sus labores se destacó la reformulación del Plan Serena creado por el presidente Gabriel González Videla, que permitió conservar y acentuar el entorno característico de la ciudad. Durante su gestión se llevó a cabo la construcción de obras como la Recova, la Avenida del Mar y el Terminal de Buses.
Posteriormente, en 1985 fue elegido Director del Comité Ejecutivo del Consejo Regional de la Confederación de la Producción y del Comercio, puesto que ocupó por un año. En otro ámbito, formó parte de la Comisión Nacional del Vino, Licores y Pisco.
El 5 de mayo de 1986 renunció a la alcaldía de La Serena, siendo reemplazado por Lowry Bullemore. Ese mismo año recibió la distinción de Hijo Ilustre y regresó como Gerente General a la Cooperativa Agrícola Pisquera Elqui Limitada (CAPEL).
En diciembre de 1989 fue elegido diputado por el distrito N.º 7 de La Serena, La Higuera, Vicuña, Paihuano y Andacollo, para el período de 1990 a 1994. Pasó a integrar las comisiones de Agricultura y de Derechos Humanos, además, de la Especial de Régimen de Aguas.
En diciembre de 1993 fue reelecto para el período siguiente, de 1994 a 1998. Pasó a formar parte de la Comisión de Relaciones Exteriores, Asuntos Interparlamentarios e Integración Latinoamericana. En diciembre de 1997 postuló al Senado, pero no consiguió ser elegido.

## Historial electoral

### Elecciones parlamentarias de 1989
- Elecciones parlamentarias de 1989 para diputado por el Distrito 7 (La Serena, La Higuera, Vicuña, Paihuano y Andacollo)

### Elecciones parlamentarias de 1993
- Elecciones parlamentarias de 1993 para diputado por el Distrito 7 (La Serena, La Higuera, Vicuña, Paihuano y Andacollo)

### Elecciones parlamentarias de 1997
- Elecciones parlamentarias de 1997 a Senador por la Circunscripción 4 (Coquimbo)[4]